# Robert D. Cardona
Robert Daniel Cardona (Glendora, 7 marzo 1930) è un produttore televisivo, regista e sceneggiatore statunitense. Nel 1979 ha co-fondato la Clearwater Features con David Mitton.

## Carriera
Cardona ha vissuto nel Regno Unito per gran parte della sua carriera. Il suo lavoro più noto è con il socio David Mitton; le loro produzioni includono Il trenino Thomas, di cui Cardona è stato produttore fino al 1986, e Tugs, che è andato avanti per 13 episodi.
Cardona ha lavorato anche ad altre serie TV britanniche come The Flaxton Boys, The Four Feathers, Thriller, Fraud Squad, Crimes of Passion, Valle di luna e Virgin of the Secret Service. All'inizio degli anni '90 si è trasferito in Canada, dove ha lavorato come regista alla serie per bambini Theodore Tugboat. Ha anche fornito filmati di Tugs per la serie animata americana per bambini Salty's Lighthouse. Dopo la conclusione di Theodore Tugboat, Cardona è tornato nel Regno Unito, dove vive da allora.

## Vita privata
Cardona è stato sposato con la sceneggiatrice Gloria Tors fino al 1996, anno della morte di lei. Dal 2006 è sposato con Mary Dixon. Ha un figlio di nome Tarquin.